# Mansour Barzegar
Mansour Barzegar (n. 28 februarie 1947, Teheran, Iran) este un luptător ce a reprezentat Iran, medaliat olimpic. A participat la două ediții ale Jocurilor Olimpice (1972, 1976) în care a câștigat o medalie de argint.